# Alda Magyari
Pour les articles homonymes, voir Magyari.
Alda Manon Magyari, née le 19 octobre 2000 à Budapest (Hongrie), est une joueuse hongroise de water-polo. Elle est médaillée de bronze aux Jeux de 2020.

## Carrière
Elle monte sur la troisième marche du podium des Jeux de 2020 avec l'équipe hongroise.

## Palmarès

### Jeux olympiques
- Jeux olympiques d'été de 2020 à Tokyo ( Japon) :
  -  médaille de bronze du tournoi féminin

### Championnats du monde
- Championnats du monde 2022 à Budapest ( Hongrie) :
  -  médaille d'argent du tournoi féminin